# Józef Kubica (polityk)
Józef Jerzy Kubica (ur. 2 marca 1944 w Chorzowie) – polski polityk, poseł na Sejm IV kadencji.

## Życiorys
Ukończył w 1990 studia na Wydziale Prawa i Administracji Uniwersytetu Śląskiego w Katowicach. Od 1966 do rozwiązania działał w Polskiej Zjednoczonej Partii Robotniczej. W latach 1962–1971 pracował jako górnik w Kopalni Węgla Kamiennego „Prezydent”, następnie do 2001 kierował różnymi instytucjami (m.in. od 1994 był prezesem Miejskiego Ośrodka Sportu i Rekreacji w Zabrzu). W latach 1972–2001 był także członkiem zarządu Polskiego Związku Piłki Nożnej.
Pełnił funkcję posła na Sejm IV kadencji z ramienia koalicji SLD-UP z rekomendacji Unii Pracy (reprezentując okręg gliwicki). Od maja do lipca 2004 wykonywał mandat deputowanego do PE V kadencji w ramach delegacji krajowej. W 2005 i 2007 bez powodzenia startował w wyborach parlamentarnych, w 2006 bezskutecznie kandydował w wyborach do rady miejskiej w Zabrzu. Obejmował funkcje członka zarządu głównego i skarbnika Stowarzyszenia Parlamentarzystów Polskich.

## Odznaczenia
W 2006 otrzymał Srebrny Krzyż Zasługi.